# Шевьолкіно
Шевьо́лкіно (рос. Шевёлкино) — присілок у складі Щолковського міського округу Московської області, Росія.

## Населення
Населення — 95 осіб (2010; 74 у 2002).
Національний склад (станом на 2002 рік):
- росіяни — 97 %